# Ogień (wojsko)

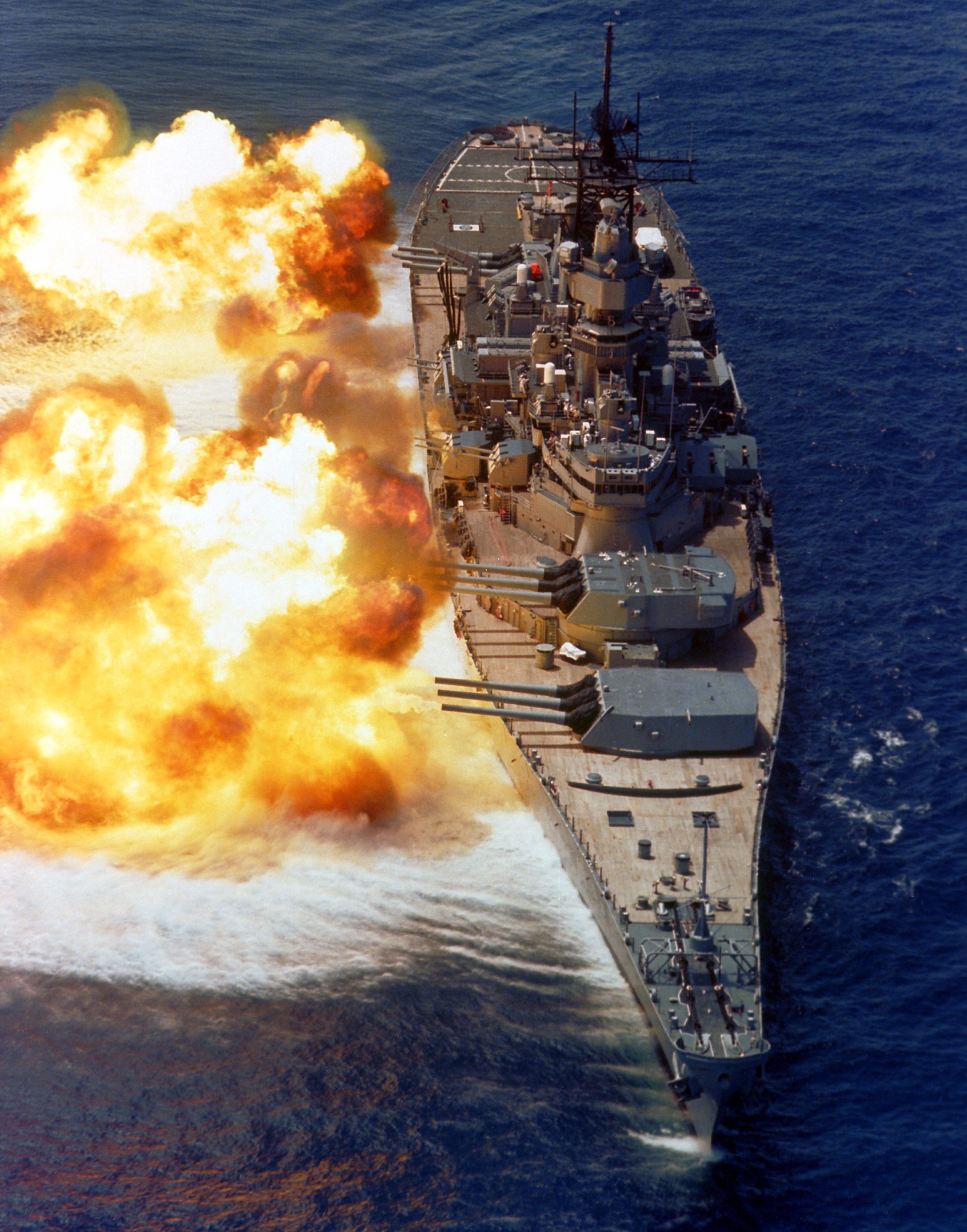
Ogień

Ogień – sposób niszczenia sił i środków przeciwnika w walce naziemnej, powietrznej i morskiej, polegający na ostrzeliwaniu z różnych rodzajów broni. W natarciu ogień toruje drogę własnym wojskom, w obronie zamyka drogę przeciwnikowi.
Rażenie ogniowe to zorganizowane oddziaływanie na przeciwnika różnymi rodzajami środków ogniowych w celu pozbawienia go zdolności do prowadzenia skutecznych działań bojowych. Wyróżnia się: ogień pododdziałów piechoty i czołgów, wsparcie ogniowe wojsk oraz ogień przeciwlotniczy.

## System rażenia ogniowego
System rażenia ogniowego jest elementem walki zbrojnej i powinien zapewnić skuteczne porażenie zgrupowań powietrzno-lądowych przeciwnika oraz osłonę przed siłami powietrznymi, przede wszystkim w rejonie głównego wysiłku obrony oraz na kierunku głównego uderzenia.
W zależności od szczebla i skali działań, obejmuje:
- uderzenia lotnictwa,
- system ognia wojsk rakietowych i artylerii,
- system obrony powietrznej,
- system ognia piechoty i czołgów,
- użycie inżynieryjnych środków rażenia.

Gotowość ognia to stan gotowości danego oddziału do otwarcia ognia, na który składa się ustalenie systemu dowodzenia i łączności, dokonanie podziału zadań, rozmieszczenie środków ogniowych w terenie, oczyszczenie przedpola, przygotowanie danych ogniowych itp.

## Rodzaje ognia

### Podział względem długości serii
- ogień krótkimi seriami – prowadzony najczęściej z broni maszynowej. Podczas strzelania krótkimi seriami, liczba strzałów, które oddane są w serii, dla pistoletów maszynowych i ręcznych karabinów maszynowych wynosi 3-6 naboi, natomiast dla ciężkich karabinów maszynowych od 5 do 10 naboi. Stosuje się go także w czasie wstrzeliwania (dozorów, rubieży); strzelania do obserwowanych małych pojedynczych celów oraz w wypadku gdy warunki takie jak grunt, teren i pogoda pozwalają zaobserwować padanie pocisków smugowych; podczas strzelania do celów odkrytych znajdujących się na bliskich odległościach wynoszących do 400 metrów. Ogień krótkimi seriami w zależności od sposobu (techniki) strzelania można prowadzić jako punktowy zaryglowany albo punktowy[4][5].
- ogień długimi seriami – prowadzony najczęściej z broni maszynowej. Liczba strzałów w serii dla pistoletów maszynowych oraz ręcznych karabinów maszynowych wynosi 15-20 naboi, a dla ciężkich karabinów maszynowych 15-30 naboi. Prowadzenie ognia długimi seriami nie zapewnia dobrej obserwacji miejsca padania pocisków. Podczas strzelania na średnich odległościach do 600 metrów do pojedynczych celów; w czasie kiedy wykonywane jest strzelanie do szerokich celów, a ich szerokość nie przekracza 10-15 metrów; kiedy strzelamy do wąskich celów tzn. takich, których rozmiary są mniejsze od pasa rozrzutu  środkowego wszerz oraz podczas wykonywania strzelania do stałych i ruchomych celów naziemnych. W zależności od sposobu strzelania ogniem długimi seriami może być ogniem punktowym, poszerzanym, albo pogłębianym[4].
- ogień ciągły – prowadzony najczęściej z broni maszynowej, bez przerwy, aż do momentu wykorzystania wyznaczonej liczby naboi, która znacznie przewyższa długość serii, którą może być 50-100 naboi, pół taśmy, taśma lub magazynek[4]. Stosuje się go podczas strzelania ogniem poszerzanym do celów, które posiadają szerokość większą niż 10 metrów, podczas strzelania ogniem posiewanym do celów grupowych, które są ugrupowane w głąb, prowadząc ogień skrzydłowy lub sztyletowy, a również podczas, kiedy odpierany jest atak i kontratak nieprzyjaciela. Ogień ciągły może być również prowadzony z określoną szybkością przez pojedyncze działo lub moździerz, pluton, albo baterię artylerii. Podczas podania komendy do strzelania podaje się liczbę pocisków na działo albo moździerz oraz odstęp czasu między kolejnymi strzałami[4].

### Inne rodzaje
Rodzaje ognia:
- ogień bezpośredni (ang. direct fire) – ogień skierowany na cel obserwowany przez celowniczego.
- ogień bezpośredniego wsparcia (ang. direct supporting fire) – ogień prowadzony w celu wsparcia danej części sił, w odróżnieniu od ognia wsparcia ogólnego, który jest prowadzony w celu wsparcia tych sił jako całości.
- ogień bratobójczy (ang. friendly fire) - przypadkowy ostrzał pozycji własnych lub sojuszniczych.
- ogień wspierający (wsparcie ogniowe) (ang. supporting fire) – ogień prowadzony przez jednostki wspierające w celu wsparcia lub ubezpieczenia jednostki walczącej.
- ogień czołowy
- ogień krzyżowy – prowadzony jest co najmniej z dwóch kierunków do jednego celu przez kilka środków ogniowych; przeważnie jest kombinacją różnych rodzajów ognia, np. czołowego ze skośnym lub dwóch skośnych; ze względu na jego skuteczność jest ogniem niszczącym, wywierającym silne działanie moralne na przeciwniku
- ogień nękający – prowadzony według ustalonego systemu na czułe punkty przeciwnika w celu moralnego nań oddziaływania, trzymania go w ciągłym napięciu, utrudniania mu utrzymywania łączności z przełożonym, tyłami i wewnątrz ugrupowania bojowego, utrudniania mu przeprowadzania manewrów oraz przeszkadzania w prowadzeniu prac inżynieryjnych. Polega na oddziaływaniu moralno-psychologicznym na żołnierzy przeciwnika i obniżaniu sprawności działania wybranych elementów ugrupowania bojowego, systemu dowodzenia i zabezpieczenia logistycznego. Realizuje się je przez prowadzenie ognia ograniczoną liczbą środków ogniowych i amunicji[7].
- ogień niszczący – prowadzony z broni strzeleckiej i  artylerii w celu całkowitego zniszczenia wojsk, środków ogniowych i sprzętu przeciwnika lub zadania mu takich strat, w wyniku których całkowicie lub na dłuższy czas utraci swą zdolność bojową; w czasie ćwiczeń taktycznych cel grupowy uważa się za zniszczony, jeżeli znajduje się w nim 80% trafionych figur bojowych[5].
- ogień obezwładniający – zadanie takich strat, które na pewien czas pozbawiają określone obiekty przeciwnika zdolności bojowej, ograniczą realizację zadań albo dezorganizują dowodzenie. Obezwładnienie zostanie osiągnięte, gdy nadzieja matematyczna strat bezpowrotnych w czasie rażenia nieobserwowanych celów grupowych przekracza 10%, natomiast obserwowane cele grupowe i pojedyncze przerwą swą działalność[7]; ogień  obezwładniający  na celu częściowe zniszczenie sił żywych i środków ogniowych nieprzyjaciela w granicach 20—30%[5].
- ogień pojedynczy – rodzaj ognia polegający na tym, że za pomocą jednej czynności strzelającego oddany jest tylko jeden strzał; w celu oddaniu kolejnego strzału strzelający musi ponownie nacisnąć spust[5].
  - szybki ogień pojedynczy – wykonywany indywidualnie przez strzelców z maksymalną szybkością na jaką pozwalają właściwości broni i możliwość oddania celnego strzału; stosowany jest  dujących momentach walki do rażenia ważnych celów na wszystkich odległościach skutecznego zasięgu ognia; w artylerii  to ogień wykonywany z maksymalną szybkością przez działo, pluton lub baterię
  - wolny ogień pojedynczy – ogień prowadzony prowadzony najczęściej przez wyborowego na ściśle określone, bliska położone i dobrze widoczne cele.
- ogień poszerzany – ogień prowadzony przy odryglowanym mechanizmie kierunkowym do celów szerokich, odkrytych lub zamaskowanych; wykonywany jest długimi seriami lub ogniem ciągłym; może być prowadzony na szerokość celu lub na szerokość maski, za którą znajduje się cel.
- ogień pogłębiany – polega na tym, że podczas serii strzałów broń wykonuje ruch wahadłowy w płaszczyźnie pionowej; otrzymuje się duży rozrzut pocisków wzdłuż osi strzelania; w niektórych  podstaw karabinów maszynowych istnieją urządzenia do automatycznego pogłębiania ognia
- ogień posiewany – prowadzony z broni samoczynnej do celów szerokich i głębokich, przy jednoczesnej zmianie punktu celowania w głąb i wszerz, stosowany również do zwalczania taktycznie ważnych pojedynczych celów, dobrze zamaskowanych lub znajdujących się za ukryciem; granicami posiewania jest szerokość i głębokość rozmieszczenia celu[5];
- ogień punktowy – prowadzony przez pewien czas z ciężkiego karabinu maszynowego do jednego celu; stosuje się go podczas strzelania do celów małych, pojedynczych i wąskich oraz celów głębokich grupowych, gdy głębokość ich jest mniejsza od pasa rozrzutu środkowego w głąb[8];
  - ogień punktowy odryglowany – prowadzony długimi seriami z ciężkiego karabinu maszynowego przy odryglowanym mechanizmie kierunkowym lub podniesieniowym; strzelanie prowadzi się  do celów, gdy odległość do nich nie została dokładnie określona, a obserwacja wyników jest utrudniona; pole rozrzutu w czasie strzelania jest 1,5– 2 razy większe niż wielkość tabelaryczna rozrzutu.
  - ogień punktowy zaryglowany – prowadzony jest do celów małych krótkimi lub długimi seriami przy zaryglowanych mechanizmach kierunkowym i podniesieniowym, gdy odległość do celu jest dokładnie określona; pole rozrzutu pocisków w czasie strzelania jest  równe tabelarycznej wielkości rozrzutu.
- ogień skrzydłowy – prowadzony z zakrytego stanowiska ogniowego na  skrzydło i wzdłuż jego frontu[8];
- ogień skuteczny – końcowa faza strzelania artyleryjskiego, w toku której osiąga się rażenie celu; następuje przeważnie po przygotowaniu strzelania i wstrzeliwaniu, w wielu jednak wypadkach nie można przeprowadzić ścisłego rozgraniczenia między poszczególnymi fazami[8].
- ogień sztyletowy – rozpoczyna się go niespodziewanie dla przeciwnika i prowadzi w jednym określonym kierunku; prowadzi się go na małe odległości z dużym natężeniem; ze względu na kierunek może on być skrzydłowym lub czołowym
- ogień towarzyszący – ogień karabinów maszynowych prowadzony do celów powietrznych polegający na stałym utrzymywaniu celu na pierścieniu celownika odpowiadającym podanej w komendzie prędkości celu; stanowi zasadniczy sposób strzelania stosowany przy zwalczaniu pojedynczych i grupowych celów powietrznych.
- ogień wzbraniający – polega na uniemożliwieniu przeciwnikowi wykonania manewru i prowadzenia ognia. Jego celem jest obniżenie tempa działań i stworzenie warunków do działania wspieranych pododdziałów walczących. Na skuteczność wzbraniania wpływa wykorzystanie dogodnych rubieży terenowych, w tym głównie właściwości kanalizujących ruch przeciwnika. Połączenie ognia środków wsparcia z zaporami inżynieryjnymi może doprowadzić do całkowitego zablokowania ruchu przeciwnika na wybranych kierunkach[7].
- ogień zaporowy – w artylerii stosowany we wszystkich rodzajach walki ogień zawczasu przygotowany i otwierany jednocześnie ze wszystkich wyznaczonych środków ogniowych, prowadzony z dużym natężeniem w określonym czasie do uprzednio wyznaczonych rubieży;
  - ruchomy ogień zaporowy – polegał na tworzeniu zapór ogniowych o maksymalnym natężeniu ognia, wykonywany na zawczasu wybrane i obserwowane rubieże odległych od siebie o kilkaset metrów; ogień do poszczególnych rubieży prowadzi się tak długo, dopóki główna masa wojsk nieprzyjaciela nie wyjdzie ze strefy ostrzału, potem przenosi się go na następną rubież; ostatnia rubież ROZ przechodziła w stały ogień zaporowy (we współczesnej taktyce artylerii nie stosuje się)[9].
  -  stały ogień zaporowy – ogień linearny tworzący zaporę ogniową o zwiększonym natężeniu ognia w ciągu określonego czasu, prowadzony przez artylerię do zawczasu wybranych i obserwowanych bądź nie obserwowanych odcinków[9].

Ze względu na sposób strzelania rozróżnia się:
- ogień w miejscu – prowadzi się głównie w obronie; wozy bojowe znajdują się na stanowiskach ogniowych i wykorzystują dane do strzelania przygotowane podczas organizacji systemu ognia;
- ogień podczas przystanku – prowadzi się z wozu bojowego wykonując jedno zadanie ogniowe z jednego przystanku; Jest to zazwyczaj ogień celny, jednak hamujący tempo natarcia;
- ogień podczas krótkich przystanków – prowadzi się w ruchu przy czym w samym momencie strzału wóz bojowy zatrzymuje się, a po jego oddaniu natychmiast rusza naprzód; jest to ogień celny i skuteczny, połączony optymalnie z manewrem;
- ogień w ruchu – prowadzi się z broni pokładowej bez zatrzymywania wozu bojowego.

## Kierowanie ogniem
Kierowanie ogniem to zespół czynności polegający na zorganizowanym wykorzystaniu środków ogniowych przez dowódców podczas wykonywania zadań bojowych. Kierowanie ogniem stanowi podstawowy element kierowania walką.
W kierowaniu ogniem artylerii uznaje się jest proces cykliczny, który zaczyna się z chwilą otrzymania przez pododdział artylerii artylerii zadania ogniowego i kończy się po jego wykonaniu. W dokumentach normatywnych przygotowanie strzelania i kierowania ogniem to szereg czynności realizowanych przed rozpoczęciem walki oraz w czasie jej trwania w celu nieprzerwanego utrzymania pododdziałów artylerii w gotowości do najskuteczniejszego wykonania zadań ogniowych.
Kierowanie ogniem artylerii obejmuje:
- rozpoznanie i wyznaczanie współrzędnych celów
- przygotowanie meteorologiczne
- przygotowanie balistyczne
- przygotowanie geodezyjne
- przygotowanie techniczne
- organizację strzelania i kierowania ogniem
- określanie nastaw

### Zakres czynności
- zajęcie stanowisk ogniowych
- rozpoznanie, ocena i wybór celów
- określenie rodzaju i liczby środków ogniowych potrzebnych do wykonania zadania
- wskazywanie celów
- postawienie zadań bojowych
- przygotowanie danych do strzelania
- określenie momentu otwarcia ognia
- obserwacja skuteczności i korygowanie ognia
- utrzymanie reżimu ognia
- wykonanie manewru ogniem i środkami ogniowymi

### Punkt kierowania ogniem
Punkt kierowania ogniem to miejsce w terenie, odpowiednio przygotowane i wyposażone w przybory i urządzenia, w którym znajduje się kierujący ogniem artyleryjskim z odpowiednimi środkami rozpoznania i łączności. Punkt kierowania ogniem może być ruchomy lub stały. Wariant ruchomy organizuje się na specjalnie dostosowanym pojeździe mechanicznym.

Punkt kierowania ogniem otrzymuje informacje rozpoznawcze o celach i zapotrzebowania na wsparcie ogniowe, a następnie przekłada je na właściwe zadania ogniowe.

## Manewr ogniem
Manewr ogniem jest to przenoszenie wysiłku ogniowego z jednego kierunku na inny, rozdzielanie celem rażenia różnych celów w jednym czasie i ześrodkowanie ognia wszystkich środków ogniowych (lub ich części) na ważne cele i elementy ugrupowania bojowego nieprzyjaciela dla uzyskania przewagi ogniowej w określonym miejscu i czasie bez zmiany pozycji ogniowej. Uwzględnia się przy tym najbardziej efektywne odległości strzelania.

### Formy manewru ogniem
- ześrodkowanie ognia[15]

polega na skupieniu ognia pododdziału lub kilku środków ogniowych na jednym celu; planuje i prowadzi się go w celu rażenia bardzo ważnych obiektów, ogniem o dużym natężeniu, w krótkim czasie
- podział ognia[16]

polega na skierowaniu ognia środków ogniowych pododdziału do kilku celów aby jednocześnie je razić. Ogień rozdziela się w taki sposób aby w pierwszej kolejności zniszczyć lub obezwładnić cele ważne
- przeniesienie ognia[16]

polega na przerwaniu ognia prowadzonego do jednego celu i skierowaniu go na inny; ogień przenosi się w razie zniszczenia celu, pojawienia się nowego, ważniejszego lub konieczności udzielenia pomocy sąsiadowi, a także podczas wykonania na rozkaz przełożonego ześrodkowania ognia